# Малинин, Сергей Николаевич
Сергей Николаевич Малинин (13 [26] июня 1907 или 31 мая 1907, Минск — 20 мая 1972) — советский хозяйственный, государственный и политический деятель.

## Биография
Родился в 1907 году в Минске. Член КПСС.
С 1929 года — на хозяйственной, общественной и политической работе. В 1929—1965 гг. — научный сотрудник и зав. сектором экономики Института организации и оздоровления труда ВЦСПС, снс Института экономики Академии наук БССР, политрук роты, комиссар батальона, заместитель командира стрелкового полка по политчасти, лектор Политуправления Белорусского военного округа, директор Института экономики, заместитель начальника управления пропаганды и агитации, заведующий планово-финансово-торговым отделом ЦК КП(б)Б, Председатель Госплана Белорусской ССР.
C 1966 по 1969 — ректор Белорусского государственного экономического университета.
Избирался депутатом Верховного Совета СССР 5-го и 6-го созывов.
Умер в 1972 году.